# Saint-Gilles, Indre

Saint-Gilles este o comună în departamentul Indre, Franța. În 1 ianuarie 2022 avea o populație de 92 de locuitori.